# Franz Augé
Franz Augé, avstrijski general, * 9. april 1838, † 7. februar 1911.

## Življenjepis
Potem ko je bil leta 1896 upokojen kot poveljnik 2. pehotnega polka, je bil 13. februarja 1909 povišan v naslovnega generalmajorja.

## Pregled vojaške kariere
Napredovanja
- stotnik 2. razreda: 1875
- stotnik 1. razreda: 1878
- major: 1886
- podpolkovnik: 1891
- polkovnik: 1896
- naslovni generalmajor: 13. februar 1909